# Лавровский, Михаил Леонидович
Михаи́л Леони́дович Лавро́вский (наст. фамилия — Иванов, род. 29 октября 1941, Тбилиси, Грузинская ССР, СССР) — советский и российский артист балета, балетмейстер, хореограф, балетный педагог, актёр. Народный артист СССР (1976). Лауреат Ленинской (1970) и Государственной премии СССР (1977).

## Биография
Михаил Лавровский родился 29 октября 1941 года в Тбилиси (Грузия), в артистической семье. Мать Елена Чикваидзе была балериной.
В 1952 году поступил в Московское хореографическое училище (ныне Московская академия хореографии), учился у педагогов О. К. Ходот, Н. И. Тарасова и Г. М. Евдокимова, также его классу преподавала Е. Г. Фарманянц.
После окончания училища в 1961 году поступил в труппу Большого театра, став солистом театра в 1963 году. Работал под руководством А. Н. Ермолаева. Среди первых ролей были партии Сына Георгия в балете «Страницы жизни» А. М. Баланчивадзе (1961), Раба в «Спартаке» А. И. Хачатуряна (1962), Филиппа в «Пламени Парижа» Б. В. Асафьева (1962).
Среди наиболее известных работ того времени — партия Альберта в балете «Жизель» А. Адана (1963), где его партнёршей стала Н. И. Бессмертнова. По мнению самого артиста, роль Спартака в одноимённом балете была переломной в его творческой карьере и стала своего рода его звёздным часом и визитной карточкой.
Был солистом Большого театра до 1987 года, затем — педагог-балетмейстер и репетитор до 1988 года.
В 1978 году окончил балетмейстерский факультет ГИТИСа им. А. В. Луначарского (ныне Российская академия театрального искусства) (педагог Р. В. Захаров).
C 1983 по 1985 год — художественный руководитель Грузинского театра оперы и балета им. З. П. Палиашвили в Тбилиси.
Как педагог и балетмейстер работал за рубежом: в Театре оперы и балета в Нови-Сад (Югославия, 1997), Академии танца в Риме (Италия, 2000), в труппе «Токио-балет» (Япония, 1996), хореографической школе Анны Барт в Берлине (Германия, 1990), в США, в том числе в Хьюстоне.
В 2005—2008 годах возглавлял балетную труппу Московского музыкального театра им. К. С. Станиславского и В. И. Немировича-Данченко.
В дальнейшем — художественный руководитель Московского государственного хореографического училища им. Л. М. Лавровского — школы балета имени его знаменитого отца.
С 2010 года — также художественный руководитель Московской государственной академии хореографии.
Входит в состав жюри национальной театральной премии и фестиваля «Золотая маска». Председатель Творческого совета «Дягилевъ Центра».

### Семья
- Отец — Леонид Михаилович Лавровский (1905—1967), артист балета, балетмейстер и педагог. Народный артист СССР (1965)
- Мать — Елена Георгиевна Чикваидзе (1910—1996), артистка балета. Заслуженная артистка РСФСР (1948). Заслуженный деятель искусств РСФСР (1976)
- Первая жена — Людмила Ивановна Семеняка (род. 1952), балерина, народная артистка СССР (1986)[13].
- Вторая жена — Долорес Гарсиа (14.07.1958), архитектор, театральная художница.
- Сын — Леонид Михайлович Лавровский-Гарсиа (08.02.1987), театральный актер, режиссёр и педагог, преподаватель актёрского мастерства в Российском институте театрального искусства ГИТИС.

## Награды и звания
- 1-я премия II Международного конкурса артистов балета в Варне (1965)
- Заслуженный артист РСФСР (1970)
- Народный артист РСФСР (1973)
- Народный артист СССР (1976)[14]
- Ленинская премия (1970) — за исполнение заглавной партии в балетном спектакле «Спартак» А. И. Хачатуряна
- Государственная премия СССР (1977) — за исполнение партии Виктора в балетном спектакле «Ангара» А. Я. Эшпая
- Премия Ленинского комсомола
- Премия города Москвы в области литературы и искусства (2002)
- Орден «За заслуги перед Отечеством» IV степени (10 сентября 2021) — за большой вклад в развитие отечественной культуры и искусства, многолетнюю плодотворную деятельность[15].
- Орден Почёта (1 ноября 2001) — за многолетнюю плодотворную деятельность в области культуры и искусства, большой вклад в укрепление дружбы и сотрудничества между народами[16]
- Орден Трудового Красного Знамени (1986)
- Премия В. Ф. Нижинского (Парижская академия танца, 1972)
- Гран-при Международного фестиваля ассоциации танц-видеофильмов в Нью-Йорке за фильм-балет «Мцыри» (1978)
- Орден Святой Нины (2006)
- Орден С. П. Дягилева I степени «За пользу русской культуре» (2007)[17]
- Приз журнала «Балет» «Душа танца» в номинации «Мэтр танца» (2001)
- Премия «Золотая маска» за вклад в развитие театрального искусства (2021)[18]
- Премия «Бенуа де ля данс» в номинации «За жизнь в искусстве» (2023)[19].
- Национальная премия «Имперская культура» имени Эдуарда Володина (2016)[20]

## Творчество

### Репертуар
- 1961 — «Страницы жизни» А. М. Баланчивадзе — Сын Георгия
- 1962 — «Спартак» А. И. Хачатуряна — Раб
- 1962 — «Пламя Парижа» Б. В. Асафьева — Филипп
- 1963 — «Жизель» А. Адана — Альберт
- 1963 — «Золушка» С. С. Прокофьева — Принц
- 1963 — «Бахчисарайский фонтан» Б. В. Асафьева — Вацлав
- 1963 — «Спящая красавица» П. И. Чайковского — Голубая птица
- 1964 — «Лауренсия» А. А. Крейна — Фрондосо
- 1965 — «Лейли и Меджнун» С. А. Баласаняна — Кейс
- 1965 — «Легенда о любви» А. Д. Меликова — Ферхад
- 1966 — «Щелкунчик» П. И. Чайковского — Принц
- 1967 — «Дон Кихот» Л. Ф. Минкуса — Базиль
- 1968 — «Спартак» А. И. Хачатуряна — Спартак
- 1969 — «Ромео и Джульетта» С. С. Прокофьева — Ромео
- 1970 — «Лебединое озеро» П. И. Чайковского — Зигфрид
- 1976 — «Ангара» А. Я. Эшпая — Виктор
- 1977 — «Баядерка» Л. Ф. Минкуса — Солор
- 1978 — «Иван Грозный» С. С. Прокофьева — Иван IV
- 1979 — «Паганини» на музыку С. В. Рахманинова — Паганини
- 1979 — «Любовью за любовь» Т. Н. Хренникова — Клавдио
- 1986 — «Анюта» В. А. Гаврилина— Артынов
- 2003 — «Ромео и Джульетта» (постановка Д. Доннеллана и Р. В. Поклитару) — Капулетти

### Балетмейстер
Среди балетов: спектакль «Фантазия на тему Казановы» (1993, музыка В. А. Моцарта) (Большой театр, ранее ставившийся в Атланте, США), пластико-хореографический спектакль-антреприза «Откровения» на музыку В. Кикты (театр-студия «Группа граждан»; премьера состоялась на сцене Московского музыкального театра имени К. С. Станиславского и Вл. И. Немировича-Данченко, 1991), балеты «Кафе-квартал» на музыку Дж. Гершвина (премьера состоялась на сцене Московского театра оперетты, 1995), «Сильнее золота и смерти» на музыку Р. Вагнера (театр «Русский камерный балет „Москва“», 1996), «Нижинский» на музыку С. В. Рахманинова (с участием артистов Большого театра, сам исполнил роль Сергея Дягилева; премьера состоялась на сцене филиала Малого театра, 2000), «Ричард III» на музыку М. Равеля (премьера состоялась на сцене Концертного зала имени П. И. Чайковского, 2000), «Любовь-волшебница» («Матадор») на музыку М. де Фальи (2001, Большой театр). В 1996 году восстановил балет «Жизель» в редакции своего отца для труппы театра «Русский камерный балет „Москва“».
В качестве балетмейстера работает в драматическом театре: моноспектакль «Анна Каренина» А. А. Эшпая (БОГИС, 1998), спектакли «Последняя ночь последнего царя» (по пьесе Э. С. Радзинского, режиссёр В. В. Фокин, БОГИС, 1998), «Прекрасное лекарство от тоски» режиссёра И. Л. Райхельгауза по пьесе С. И. Злотникова (2001, театр «Школа современной пьесы»), постановки М. Крылова «Евгений Онегин… Пушкин» (БОГИС, 2000) и «Маленький принц» (БОГИС, 2001), в котором соединились драма, опера и балет, и другие.
В 2004 году поставил «Ромео и Джульетту» на сцене Саратовского театра оперы и балета.
В качестве хореографа создал несколько фильмов-балетов, в том числе балет «Мцыри» Д. А. Торадзе (1977), «Прометей — поэма огня» А. Н. Скрябина (1981), «Хореографические новеллы» на музыку И. С. Баха и Ф. Листа (1986), художественный видеофильм «Фантазёр» (1989 — исполнитель главной роли).

#### Грузинский театр оперы и балета им. Палиашвили
- 1983 — «Ромео и Джульетта» С. С. Прокофьева, по Л. М. Лавровскому
- 1983 — балет «Порги и Бесс» на музыку Дж. Гершвина

Михаил Лавровский о спектакле «Ромео и Джульетта»

«В нашей музыкально-хореографической поэме мы сохранили дух музыки Прокофьева и преподнести основную линию Шекспира: прославление любви, преодолевающей вражду»— М. Л. Лавровский
Михаил Лавровский о спектакле «Порги и Бесс» Дж. Гершвина

«Музыка оперы Гершвина удивительно сочная, мелодичная, в которой пульсируют ритмы "века джаза". В моём балете соединены элементы современного танца и классической хореографии»— М.Лавровский 
«Участие Михаила Лавровского в спектаклях как хореографа возродило интерес публики, и он получил возможность для осуществления собственных творческих замыслов — балетов „Ромео и Джульетта“ и „Блюз“. В одноактном балете „Ромео и Джульетта“ Лавровский нашёл новые режиссёрские решения внутри спектакля, новые способы раскрытия конфликта. Вопрос хореографической драматургии, режиссуры, также как и взаимоотношений с музыкальной основой, стал самым острым в работе балетмейстера. В свободной интерпретации известной оперы Гершвина „Порги и Бесс“, в интересом образном решении художника Мураза Мурваниндзе, много находок и удачных сцен, балетмейстер использовал основной приём рассказа о калеке Порги, любящем „негритянскую Кармен“ Бесс. За Бесс реальной стоит Бесс-мечта…» — Н. Ю. Чернова, кандидат искусствоведения

### Фильмография
- 1954 — «Ромео и Джульетта» (телебалет) — паж
- 1964 — «Секрет успеха» (фильм-балет) — «Вальс» Равеля
- 1968 — «Ромео и Джульетта» (фильм-балет) — Ромео
- 1972 — «Белые ночи» (фильм-балет) — Мечтатель
- 1972 — «Федра» (фильм-балет) — Ипполит
- 1975 — «Жизель» (экранизация балета) — Альберт
- 1977 — «Мцыри» (фильм-балет) — главная роль
- 1978 — «Солисты Большого балета» (телефильм-концерт)
- 1982 — «Свидание назначила Татьяна Шмыга» (музыкальный телефильм)
- 1982 — «Танцуют Нина Сорокина и Михаил Лавровский»
- 1980 — «Большой балет» (фильм-балет)
- 1983 — «Три карты» (фильм-балет) — Германн
- 1984 — «Прометей» (телефильм) — главная роль
- 1986 — «Гран-па» (телефильм) — исполнитель хореографических партий
- 1986 — «Хореографические новеллы»
- 1988 — «Фантазёр» (фильм-балет)  — исполнитель главной роли
- 1989 — «Пять углов» — эпизод
- 1990 — «Али-Баба и сорок разбойников» (фильм-балет) — Али-Баба
- 2000 — «Зависть богов» — эпизод
- 2004 — «Дети Арбата» — Семён Григорьевич
- 2005 — «Плата за любовь» — Иннокентий Павлович
- 2007 — «Звезда Империи» — Мариус Петипа
- 2009 — «Двойная пропажа» — Карпухин

#### Режиссёр
- 1977 — Мцыри (короткометражный) (совм. с З. А. Какабадзе)
- 1994 — Откровения
- 1997 — Фантазия на тему Казановы (совм. с В. К. Дербенёвым)

#### Сценарист
- 1977 — Мцыри (короткометражный) (совм. с З. А. Какабадзе)
- 1984 — Прометей (фильм-балет)
- 1997 — Фантазия на тему Казановы (совм. с В. К. Дербенёвым)

#### Участие в фильмах
- 1987 — Балет от первого лица (документальный)
- 1991 — Откровения балетмейстера Федора Лопухова (документальный)
- 2007 — Артист забытого жанра. Владимир Шубарин (документальный)